# دینگ جونهوی
دینگ جونهوی (چینی: 丁俊晖؛ انگلیسی: Ding Junhui؛ زادهٔ ۱ آوریل ۱۹۸۷) اسنوکرباز حرفه‌ای اهل چین است که پرافتخارترین اسنوکرباز آسیایی این رشته به‌شمار می‌رود. او پس از رونی اسولیوان و جان هیگینز، سومین کسی است که در سن زیر بیست‌سال موفق به فتح سه تورنمنت معتبر اسنوکر شده‌است.
دینگ جونهوی در فصل ۲۰۱۳–۲۰۱۴ با کسب پنج عنوان رقابتی معتبر به رکورد استیون هندری دست یافت. او ۶ ماکزیمم بریک و بیش از ۵۰۰ سنچری بریک در کارنامه دارد.